# Вотерлу (Небраска)
Вотерлу (енгл. Waterloo) град је у америчкој савезној држави Небраска.

## Демографија
По попису из 2010. године број становника је 848, што је 389 (84,7%) становника више него 2000. године.
| Група             | 2000.       | 2010.       |
| Белци             | 445 (96,9%) | 773 (91,2%) |
| Афроамериканци    | 0 (0,0%)    | 5 (0,6%)    |
| Азијати           | 0 (0,0%)    | 0 (0,0%)    |
| Хиспаноамериканци | 12 (2,6%)   | 55 (6,5%)   |
| Укупно            | 459         | 848         |